# 프라이데이 2 - 넥스트 프라이데이
프라이데이 2 - 넥스트 프라이데이(Next Friday)는 미국에서 제작된 스티브 카 감독의 2000년 코미디 영화이다. 아이스 큐브 등이 주연으로 출연하였고 아이스 큐브 등이 제작에 참여하였다.

## 출연

### 주연
- 아이스 큐브
- 마이크 엡스
- 저스틴 피어스

### 조연
- 존 위더스푼
- 돈 D.C. 커리
- 제이콥 바가스
- 로보 세바스찬
- 로랜도 몰리나
- 리사 로드리게즈
- 토미 타이니 리스터
- 킴 휘틀리
- 에이미 힐
- 타말라 존스
- 더 레이디 오브 레이지
- 카멘 세라노
- 마리아 에어스
- 바네사 화이트
- 클리프톤 파웰
- 마이클 블랙슨
- 론 라이저
- 데이빗 얼 워터먼
- 체리다 베스트
- 스틱키 핑가즈
- 쉐인 콘래드
- 키보
- 다니엘 데링
- 마이클 래파포트
- 크리스 터커

## 제작진
- 프로듀서: 맷 무어
- 공동제작: 매트 알바레즈
- 공동제작: 더글라스 커티스
- 조감독: 프랭크 데이비스
- 조감독: 세스 에델스타인
- 조감독: 에번 길너
- 조감독: 도널드 스파크스
- 조감독: 타이론 S. 워커
- 미술: 디나 립튼
- 세트: 수젯 쉬츠
- 의상: 잭키 로치
- 분장부문: 데브라 덴슨
- 분장부문: 주디 머독
- 분장부문: 비버리 조 프라이어
- 분장부문: 브라이언 A. 턴스톨
- 분장부문: 지지 윌리엄스
- 분장부문: 펠리시아 헤론
- 배역: 킴 하딘
- 프로덕션매니저: 제이 세드리쉬